# Дрімлюга плямистий
Дрімлюга плямистий (Caprimulgus tristigma) — вид дрімлюгоподібних птахів родини дрімлюгових (Caprimulgidae). Мешкає в Африці на південь від Сахари.

## Опис
Довжина птаха становить 26-28 см, самці важать 70-100 г, самиці 69-91 г. Забарвлення темне, переважно сіро-коричневе. Верхня частина тіла чорнувато-бура, поцяткованак нечіткими білуватими, сірими або рудувато-коричневими плямками. Рудий "комір" на шиї відсутній. на горлі невеликі білі плями. У самців на 4 махових перах невеликі білі плями, помітні в польоті, два крайніх стернових пера на кінці білі. У самиць білі плями на хвості відсутні.

## Підвиди
Виділяють п'ять підвидів:
- C. t. sharpei Alexander, 1901 — від Сенегалу до центральних районів ЦАР;
- C. t. pallidogriseus Parker, RH & Benson, 1971 — Нігерія;
- C. t. tristigma Rüppell, 1840 — від Південного Судану і Ефіопії до північного сходу ДР Конго і північної Танзанії;
- C. t. granosus Clancey, 1965 — від південного сходу ДР Конго до південної Танзанії і сходу ПАР;
- C. t. lentiginosus Smith, A, 1845 — від Анголи до заходу ПАР.

## Поширення і екологія
Ареал плямистих дрімлюг є дуже фрагментованим. Вони поширені від Сенегалу до Ефіопії та до Південно-Африканської Республіки. Вони живуть на високогірних луках, в саванах і сухих чагарникових заростях, серед скель. Зустрічаються на висоті від 600 до 2000 м над рівнем моря. Живляться комахами, яких ловлять в польоті. В Нігерії сезон розмноження триває з січня по квітень, в Ефіопії, Кенії і ДР Конго з травня по червень, в Руанді, Бурунді, Танзанії і Замбії з кінця серпня по листопад. Відкладають яйця в заглибинах серед скель. В кладці 2 яйця. Інкубаційний пероод триває 18-20 днів, пташенята починають літати через 19-20 днів після вилуплення.